# Aegisma
Aegisma was een Noord-Brabantse metal/punk-band. De band bestond in de periodes 1991-1996 en 2001-2006.

## Biografie 1991-1996
Aegisma werd in augustus 1991 opgericht door E.P.J. Schoonen, I.T. Heemskerk en M. de Korte. In de vroegste periode kon de stijl van de groep worden omschreven als feestpunk en pretmetal. Mede door diverse line-up wisselingen ontwikkelde de muziek zich tot een mix van metal en punk. De Nederlandstalige teksten bleven echter de basis vormen.

## Biografie 2001-2006
Met de heroprichting in 2001 verbreedde de stijl van Aegisma zich met invloeden uit de New Wave, Oosterse klanken, Middeleeuwse harmonieën, ska en elektronica. De voorheen vrolijke teksten werden vervangen door sardonische analyses en sarcastische humor en het geheel van muziek en teksten evolueerde tot een vorm van eclectische en cabaretesque metal. Met het in 2006 verschenen ‘Raison D'être Kill and Attack’ leverde de groep haar vierde en tevens hardste album af, een maatschappijkritisch Engelstalig album dat wisselend werd ontvangen.

## Discografie

### Demo’s
- Dit Issum (demo 1992)
- '91-'93 Waaahh (demo 1993)
- "Wij zijn niet gefrustreerd" (demo 1994)
- Reünie en Residu (demo 1994)

### Albums
- The Bert / Ies years (cd 1999 met oude opnames line up Isaak, Egbert)
- De januari 1995 tapes (cd 1999 met oude opnames line up Isaak, Berry en Simon)
- Zeeparadepaardjes (cd 2002)
- In Den Vreemde (cd 2003)
- Vleesch en Visch (cd 2004)
- Raison D'être - Kill and Attack (cd 2006)

## Bandleden
- Isaak Heemskerk - zang, Basgitaar, Gitaar, Mondharp, programmering (1991-1996 / 2001-2006)
- Dennis Bolderman - leadgitaar, zang, digitaal design (2001-2006)
- Egbert Schoonen - zang, gitaar (1991-1993)
- Berry van Heerden - gitaar (1993-1995)
- Simon Heijdens - gitaar, keyboards, achtergrondzang (1993-1996)
- Joep Jansen - gitaar (1995-1996)
- Eelke Gort - drums (1996)
- Martijn de Korte - gitaar (1991)
- Simone De Kuyper - zang (gastmuzikant 2002-2004)
- Ans Heemskerk-Loots - Accordeon / Piano (gastmuzikant 2006)